# USS Morris (DD-417)
USS Morris (DD-417) byl americký torpédoborec třídy Sims. Postaven byl v letech 1938–1940. Za druhé světové války operoval v Pacifiku, kde například asistoval při záchraně posádek čtyř potápějících se amerických letadlových lodí – USS Lexington, USS Yorktown,USS Hornet a USS Liscome Bay. V roce 1945 byl u Okinawy těžce poškozen japonským letounem kamikaze a již nebyl opraven. V roce 1945 byl proto vyřazen a následně roku 1949 sešrotován.

## Stavba
Morris postavila loděnice Norfolk Navy Yard. Kýl lodi byl založen 7. června 1938, dne 1. června 1939 byla loď spuštěna na vodu a konečně 5. března 1940 byla uvedena do služby.

## Konstrukce
Základní výzbroj tvořilo pět 127mm kanónů, z nichž kanóny 1, 2 a 3 byly umístěny v dělových věžích, zatímco čísla 3 a 4 stála v nekrytých postaveních. Torpédovou výzbroj představovalo celkem 12 hlavní ráže 533 mm – loď nesla tři čtyřhlavňové torpédomety. Protiletadlovou výzbroj zpočátku tvořily pouze čtyři 12,7mm kulomety. Během války byla zejména posilována protiletadlová výzbroj, prostor pro nové protiletadlové kanóny přitom byl získán i demontáží třetího 127mm kanónu. Pohonný systém tvořily tři kotle Babcock and Wilcox a dvě turbíny Westinghouse. Lodní šrouby byly dva. Nejvyšší rychlost dosahovala 35 uzlů.

## Operační nasazení

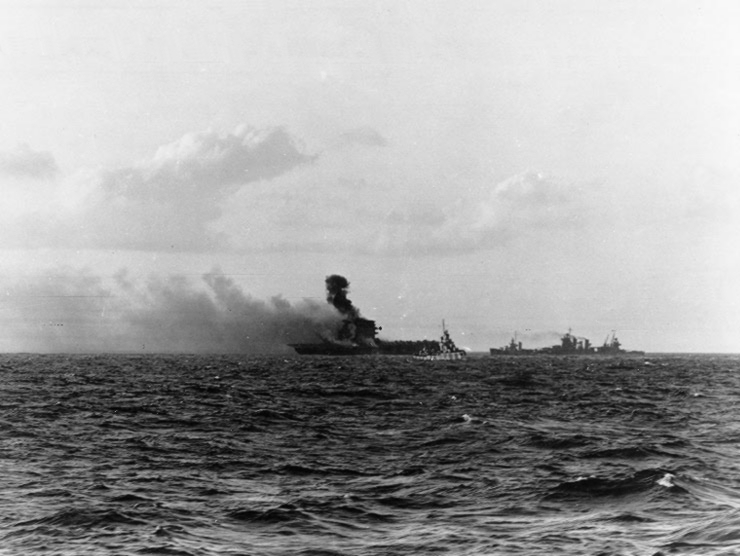
Těžce poškozený USS Lexington v doprovodu křižníku USS Minneapolis a torpédoborců USS Morris, USS Anderson a USS Hammann

Morris se po dokončení stal vlajkovou lodí 2. eskadry torpédoborců. Před vstupem USA do války tato eskadra eskortovala atlantické konvoje. Po útoku na Pearl Harbor dne 7. prosince 1941 a následném vstupu USA do války byla celá eskadra převelena do Pacifiku. Jen Morris se poněkud zdržel, protože byl v Charlestonu, jako první americký torpédoborec, vybaven radarem pro řízení palby. Ke své jednotce se tak připojil až v únoru 1942.
Stal se součástí svazu Task Force 17 a účastnil se bitvy v Korálovém moři, ve které doprovázel americké letadlové lodě. Během střetnutí sestřelil jeden nepřátelský letoun a další dva poškodil. Poté, co byla v těžce poškozena letadlová loď USS Lexington, pomáhal při pokusech o její záchranu a před potopením lodi vzal na palubu 500 trosečníků z její posádky. Morris přitom utrpěl poškození nástaveb a musel odplout do Pearl Harboru k opravám, aby se mohl další měsíc zapojit i do bitvy u Midway. V té musel znovu zachraňovat trosečníky, tentokrát z letadlové lodě USS Yorktown.
Torpédoborec se poté zapojil do guadalcanalské kampaně a bojoval v bitvě u ostrovů Santa Cruz. V ní sestřelil šest japonských letounů a pomáhal v boji o záchranu další letadlové lodi, tentokrát USS Hornet. Po jejím potopení vzal opět na palubu přes 500 trosečníků, přičemž si opět poškodil vlastní nástavbu.
V květnu 1943 byl torpédoborec krátce nasazen na Aleutských ostrovech. Po návratu do středního Pacifiku v listopadu 1943 loď podporovala ofenzivu v oblasti Gilbertových ostrovů. Když tu byla u atolu Makin ponorkou I-175 potopena eskortní letadlová loď USS Liscome Bay, Morris opět převzal část trosečníků (již počtvrté).
Od října 1944 Morris operoval při invazi na Filipíny a později též bojoval u Okinawy. Právě u Okinawy Morrise dne 6. dubna 1945 zasáhl japonský sebevražedný letoun Nakadžima B5N, který dopadl mezi přední dělové věže a způsobil vážný požár lodi. Těžce poškozený torpédoborec byl provizorně opraven v Kerama Retto a poté odplul do San Francisca, ale již nebyl opraven. Dne 9. listopadu 1945 byl vyřazen ze služby, v roce 1947 prodán k sešrotování a o dva roky později opravdu skončil v hutích.